# Митюков, Роман
Роман Митюков (англ. Roman Mityukov; род. 30 июля 2000, Женева) — швейцарский пловец, специализирующийся на плавании на спине. Участник Олимпийских игр 2020 и 2024 годов. Бронзовый призёр Олимпиады 2024 года на дистанции 200 метров на спине, где установил новый национальный рекорд Швейцарии.

## Биография
Родился в Женеве в русской семье. Мать родилась в Узбекской ССР, а отец — в Таджикской ССР. После распада СССР они решили эмигрировать в Европу. Несмотря на то, что Митюков с ранних лет жил и тренировался в Женеве, в подростковом возрасте он столкнулся с трудностями участия в международных соревнованиях из-за отсутствия швейцарского гражданства, которое он получил только в 2018 году.
Учится на юридическом факультете Женевского университета, где в сентябре 2024 года получит степень магистра.
Роман Митюков выступил на дистанции 200 метров на спине на чемпионате мира по водным видам спорта 2019 года. В том же году он проплыл 100 метров на спине за 54,72 секунды, что стало национальным рекордом Швейцарии.
Участвовал на летних Олимпийских играх 2020 года в Токио в различных гонках: финишировал 16-м в полуфинале на 100 метров вольным стилем, а вместе с Антонио Джаковичем, Нильсом Лиессом и Ноэ Понти финишировал шестым в эстафете 4×200 м.
В 2023 году завоевал бронзовую медаль чемпионата мира на дистанции 200 метров на спине, обновив национальный рекорд Швейцарии со временем 1:55,34. Год спустя Митюков завоевал серебряную медаль на том же соревновании.
Митюков участвовал на летних Олимпийских играх 2024 года в Париже, где завоевал бронзовую медаль на дистанции 200 метров на спине, улучшив свой предыдущий рекорд со временем 1:54,85. Он стал четвёртым швейцарским пловцом, завоевавшим олимпийскую медаль.

## Результаты
| Год  | Соревнование                  | Город     | Дисциплина                                     | Место   | Результат | Прим. |
| ---- | ----------------------------- | --------- | ---------------------------------------------- | ------- | --------- | ----- |
| 2018 | Чемпионат Европы среди юношей | Хельсинки | 200 м на спине                                 | 3       | 1:59:23   |       |
| 2019 | Чемпионат мира                | Кванджу   | 100 м на спине                                 | 28 (кв) | 54:87     |       |
| 2019 | Чемпионат мира                | Кванджу   | 200 м на спине                                 | 13 (пф) | 1:57:93   | NR    |
| 2019 | Чемпионат мира                | Кванджу   | эстафета 4×100 м вольным стилем                | 19 (кв) | 3:16:85   |       |
| 2019 | Чемпионат мира                | Кванджу   | комбинированная эстафета 4×100 м               | 18 (кв) | 3:36:98   | NR    |
| 2019 | Чемпионат мира                | Кванджу   | эстафета 4×100 метров смешанным вольным стилем | 11 (кв) | 3:29:14   | NR    |
| 2019 | Чемпионат мира                | Кванджу   | смешанная эстафета 4×100 метров                | 13 (кв) | 3:48:98   |       |
| 2021 | Чемпионат Европы              | Будапешт  | 100 метров вольным стилем                      | 8       | 48:47     |       |
| 2021 | Чемпионат Европы              | Будапешт  | 100 м на спине                                 | 10      | 53:87     |       |
| 2021 | Чемпионат Европы              | Будапешт  | 200 м на спине                                 | 3       | 1:56:33   |       |
| 2021 | Чемпионат Европы              | Будапешт  | эстафета 4 × 100 метров вольным стилем         | 6       | 3:13:41   | NR    |
| 2023 | Чемпионат мира                | Фукуока   | 200 м на спине                                 | 3       | 1:55:34   | NR    |
| 2024 | Чемпионат мира                | Доха      | 200 м на спине                                 | 2       | 1:55:40   |       |
| 2024 | Чемпионат Европы              | Белград   | 200 м на спине                                 | 3       | 1:55:75   |       |
| 2024 | Олимпийские игры              | Париж     | 200 м на спине                                 | 3       | 1:54:85   |       |